# مديرية جبن
مديرية جُبَن أكبر مديريات محافظة الضالع في جنوب اليمن.  وتشكل ثلث مساحة المحافظة بلغ عدد سكانها 42397 نسمة عام 2004. مركز هذه المديرية مدينة جبن. وتتكون من عدة عزل وابرزها عزلة حجاج وبني ضبيان والربيعتين والاودية ونعوة وجبن

## انظر أيضا

موقع مديرية جبن في محافظة الضالع